# Luca Zander
Luca-Milan Zander (* 9. August 1995 in Weyhe) ist ein deutscher Fußballspieler. Der rechte Verteidiger steht beim Drittligisten SV Sandhausen unter Vertrag.

## Karriere

### Vereine
Zander begann seine Karriere im Jahr 2000 beim SC Weyhe und wechselte 2006 in die Jugend von Werder Bremen. Für dessen zweite Mannschaft kam er ab November 2013 in der Regionalliga Nord zum Einsatz. Die Saison 2014/15 beendete er mit der Mannschaft auf dem ersten Platz und stieg nach erfolgreichen Playoffs in die 3. Liga auf.
Ab April 2014 stand Zander auch im Kader der ersten Mannschaft. Am 26. September 2015 kam er bei der 0:3-Heimniederlage gegen Bayer 04 Leverkusen zu seinem Bundesligadebüt, nachdem er in der 56. Minute für Levin Öztunali eingewechselt worden war.
Zur Saison 2017/18 wechselte Zander zunächst für zwei Jahre auf Leihbasis zum Zweitligisten FC St. Pauli. Unter den Cheftrainern Olaf Janßen und Markus Kauczinski kam er auf 18 Zweitligaeinsätze ohne eigenen Torerfolg. In der Saison 2018/19 folgten bis Mitte März 12 Ligaeinsätze. In der Folge fiel Zander wegen einer Schulterverletzung aus und kam bis zum Saisonende unter dem neuen Cheftrainer Jos Luhukay nicht mehr zum Einsatz. Zur Saison 2019/20 erwarb der FC St. Pauli schließlich auch die Transferrechte an Zander und stattete ihn mit einem Vertrag mit einer Laufzeit bis zum 30. Juni 2023 aus.
Nachdem sein Vertrag bei St. Pauli nicht verlängert worden war, schloss er sich zur Saison 2023/24 dem Drittligisten SV Sandhausen an.

### Nationalmannschaft
Zander absolvierte je ein Spiel für die U15-Nationalmannschaft und die U17-Auswahl des Deutschen Fußball-Bundes. Im Oktober 2015 kam er bei Freundschaftsspielen gegen die Türkei und England zweimal für die U20-Nationalmannschaft zum Einsatz.

## Erfolge
- Aufstieg in die 3. Liga: 2015
- Meister der Regionalliga Nord: 2015